# بحيرة المئذنة
بحيرة المئذنة هي بحيرة في مدى ريتر، مدى فرعي من سييرا نيفادا، في ولاية كاليفورنيا . وهي تقع في شمال شرق مقاطعة ماديرا، داخل برية أنسل آدمز من انيو الوطنية للغابات.
مئذنة البحيرة بارزة لكونها على طريق سييرا السامي .
وتقع بالقرب من موقع تحطم الطائرة لستيف فوسيت.

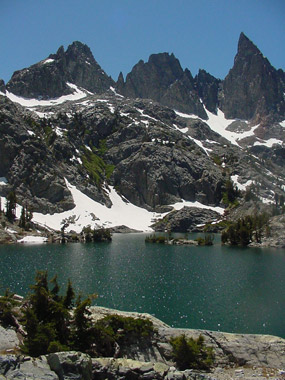
بحيرة المئذنة